# Славен Летиця
Сла́вен Ле́тиця (хорв. Slaven Letica; 28 червня 1947, Подгора — 25 жовтня 2020) — хорватський економіст, коментатор, політик, автор книжок.

## Життєпис
1971 р. закінчив економічний факультет Загребського університету. У 1980-х рр. був професором соціології медицини у Медичній школі Загребського університету та консультантом Всесвітньої організації охорони здоров'я, працюючи над  управлінськими проєктами з охорони здоров'я в низці країн Європи, Азії та Африки.
Наприкінці 1980-х, коли комуністичний тиск на публічну сферу послабився, Летиця почав використовувати нові свободи для відстоювання різних реформ. З цією метою він написав багато статей, вів колонки, почав виступати на телевізійних ток-шоу та засіданнях міських рад, швидко стаючи одним із найпопулярніших і найбільш упізнаваних інтелектуалів у Югославії. 
У травні 1990 р., після перших демократичних виборів, Франьо Туджман зробив його особистим радником. Під час переговорів, які Туджман проводив із ватажком хорватських сербів Йованом Рашковичем, Летиця злив стенограму таємно записаної розмови між Туджманом і Рашковичем у хорватські ЗМІ, сподіваючись, що деякі суперечливі зауваження Рашковича образять його поплічників і відвернуть їх від його сепаратистської політики. Однак це обернулося тим, що порівняно поміркованого Рашковича замінили сербські радикали, що пришвидшило початок війни в Хорватії. У березні 1991 р. через розбіжності щодо хорватської політики відносно Боснії і Герцеговини шляхи Летиці та Туджмана розійшлися.
У наступні роки Летиця продовжував з'являтися в хорватських ЗМІ як коментатор, висловлюючи опозиційні погляди, та став постійним оглядачем популярного журналу новин «Глобус». За час свого перебування у «Глобусі» дещо ославився у зв'язку з непідписаною оглядовою статтею 1992 р. (своє авторство якої він, кінець кінцем, визнав), під назвою «Хорватські феміністки ґвалтують Хорватію», в якій напав на п'ять письменниць-феміністок (Славенка Дракулич, Весна Кесич, Єлена Ловрич, Дубравка Угрешич і Рада Івекович), звинувачуючи їх у зраді Хорватії. Стаття була джерелом суттєвих суперечок, що в кінцевому підсумку призвело до успішного позову про наклеп проти журналу.
На президентських виборах у Хорватії 2000 р. балотувався як незалежний кандидат. Хоча й посів четверте місце, проте порівняно високий відсоток голосів, які він здобув (4,14%), зробив його бажаним у правій Хорватській партії права (ХПП), яка відчайдушно потребувала затушувати свій негативний імідж крайніх правих. Летиця, маючи репутацію вишуканого урбаніста та європейського інтелектуала, дуже добре прислужився цій меті і на парламентських виборах у Хорватії 2003 р. як кандидат за списком ХПП зайняв місце у Саборі.
Якийсь час він також асоціювався зі швидкоплинним політичним проєктом Мирослава Туджмана і Ненада Іванковича «Хорватським істинним відродженням», який не зміг привернути великої уваги в хорватській політиці.
Попри це ХПП знову скористалася послугами Летиці як свого кандидата на президентських виборах у Хорватії 2005. Коли той набрав менше голосів, ніж у 2000 р. (2,59%), він звинуватив ХПП у недостатній підтримці. Посеред свого строку повноважень вийшов із партії і залишався в Саборі до січня 2008 року як незалежний депутат.
На парламентських виборах у Хорватії 2007 р. його незалежний список від Загребського округу не спромігся набрати п'ять відсотків голосів, необхідних для проходження у парламент.
Одружений із соціологинею і професоркою Стоматологічної школи Загребського університету Горданою Цер'ян-Летицею. З нею має двох синів Бартола (1976 р. н.) і Фране (1982 р. н.). Останній одружений із політичною діячкою Далією Орешкович.

## Вибрані твори[7]
- Zdravstvo u Hrvatskoj: razvoj, stanje i perspektive (1981)
- Kriza i zdravstvo (1984)
- Zdravstvena politika u doba krize (1984)
- Intelektualac i kriza (1984)
- Četvrta Jugoslavija (1989)
- Obećana zemlja (1992)
- Divlje misli (1993)
- The Road from Paradise (1993, співавтор)
- Habits of the Balkan Heart (1993, співавтор)
- Postmoderna i genocid u Bosni i Hercegovini (1997, співавтор)
- Političko pleme (1999)
- Strašni sud (2002)
- Medicinska sociologija (2003, співавтор)